# السپت گری
السپت گری (انگلیسی: Elspet Gray؛ ‏ ۱۲ آوریل ۱۹۲۹ – ۱۸ فوریهٔ ۲۰۱۳) بازیگر اهل بریتانیا بود.
از فیلم‌ها یا مجموعه‌های تلویزیونی که وی در آن‌ها نقش داشته‌است، می‌توان به بلک ادر، خداحافظ، آقای چپیس، پوآرو، کِـرِز و چهار عروسی و یک تشییع جنازه اشاره نمود.